# Municipio de Hurricane (condado de Greene)
El municipio de Hurricane (en inglés: Hurricane Township) es un municipio ubicado en el condado de Greene en el estado estadounidense de Arkansas. En el año 2010 tenía una población de 1685 habitantes y una densidad poblacional de 42,51 personas por km².

## Geografía
El municipio de Hurricane se encuentra ubicado en las coordenadas 36°11′46″N 90°25′44″O / 36.19611, -90.42889. Según la Oficina del Censo de los Estados Unidos, el municipio tiene una superficie total de 39.64 km², de la cual 39,54 km² corresponden a tierra firme y (0,27 %) 0,11 km² es agua.

## Demografía
Según el censo de 2010, había 1685 personas residiendo en el municipio de Hurricane. La densidad de población era de 42,51 hab./km². De los 1685 habitantes, el municipio de Hurricane estaba compuesto por el 97,92 % blancos, el 0,06 % eran amerindios, el 0,06 % eran asiáticos, el 0,59 % eran de otras razas y el 1,36 % eran de una mezcla de razas. Del total de la población el 1,54 % eran hispanos o latinos de cualquier raza.